# Filozofski vremeplov (XXI. stoljeće)
| Godina | Događaj |
| ------ | --- |
| 2002.  | - objavljeno djelo Dictionary of Literary Biography: American Philosophers Since 1900., Columbia, South Carolina, Bruccoli Clark Layman - umro Hans Georg Gadamer (r. 1900.) |
| 2005.  | - umro Paul Ricoeur (r. 1913.) |
| 2007.  | - 5. ožujka - umro Ivan Supek (r. 1915.) - 8. lipnja - umro Richard Rorty (r. 1931.)                                                                                         |